# Manuel Cardoso (cantochanista)
Manuel Cardoso (m. 1595) foi um sacerdote e compositor português de cantochão do período do Renascimento.

## Biografia

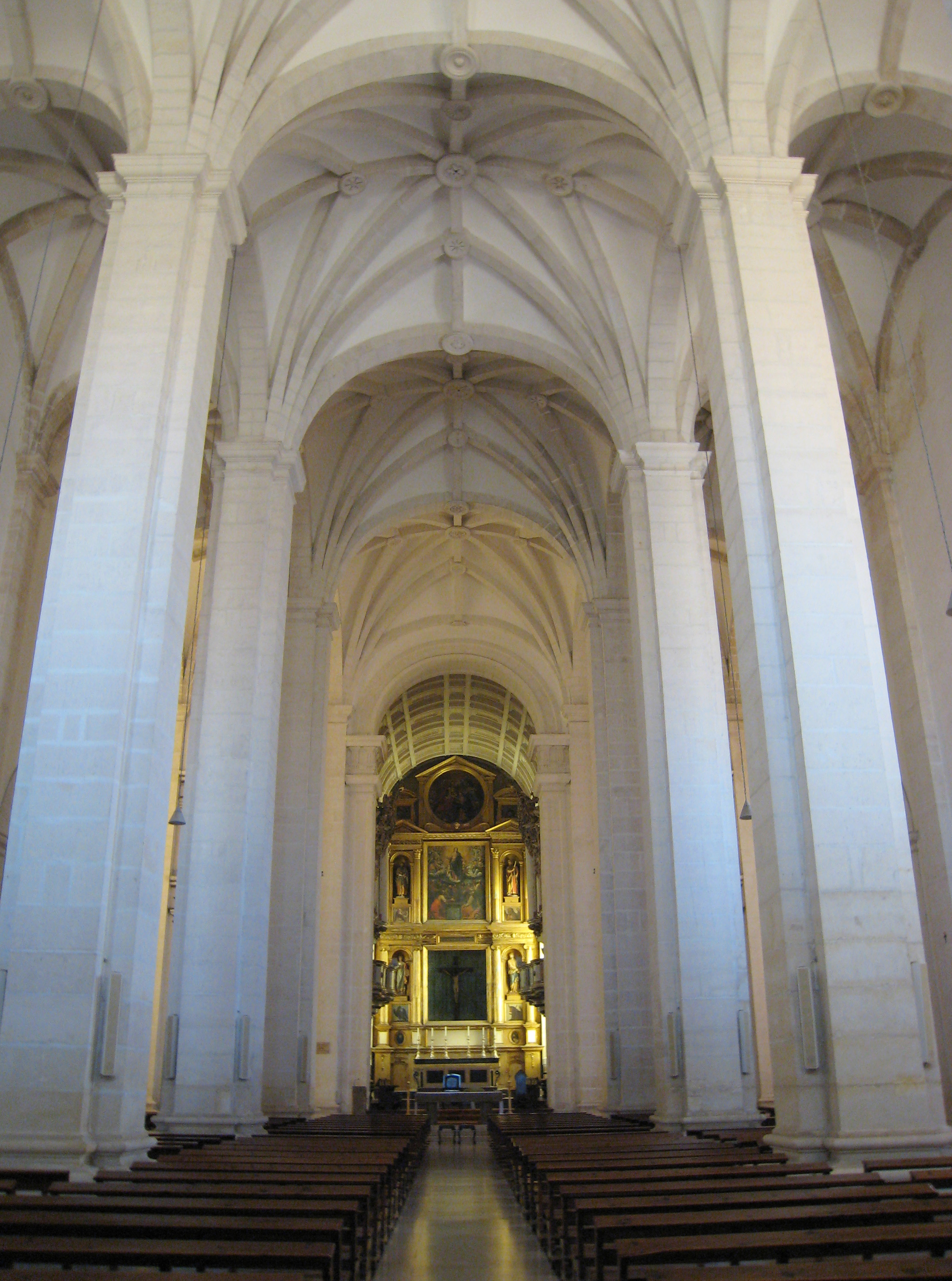
Catedral de Leiria.

Manuel Cardoso foi um sacerdote católico português que ocupou os cargos de chantre (mestre do coro) da Capela Real de D. Sebastião e tesoureiro da Sé de Leiria.
Escreveu um importante livro de cantochão em 1575 intitulado Passionarium juxta Capellae Regis Lusitaniae consuetudinem accentus rationem integre observans com paixões, lamentações, lições e orações da sexta-feita da Semana Santa e invitatórios de todo ano segundo a tradição da Capela Real Portuguesa adaptada de acordo com as recomendações do Concílio de Trento. Juntamente com as obras de cantochão dos contemporâneos Diogo Fernandes Formoso e Estêvão da Ordem de Cristo constitui uma das mais importantes fontes do tom português do canto da Paixão antes da importação da tradição romana por D. João V.
Morreu no ano de 1595.

## Publicações
- 1575 - Passionarium juxta Capellae Regis Lusitaniae consuetudinem accentus rationem integre observans (Leiria: António Mariz).